# Fabaceae
Le Fabacee (Fabaceae Lindl., 1836) o Leguminose (nom. cons.), o anche Papilionacee (da papilio = farfalla, per la forma del fiore), sono una famiglia di piante dicotiledoni dell'ordine delle Fabales.
Ne fanno parte, tra le altre, il fagiolo (Phaseolus vulgaris L.), il pisello (Pisum sativum L.), la fava (Vicia faba L.), il lupino (Lupinus), il cece (Cicer arietinum L.), il caiano (Cajanus cajan), l'arachide (Arachis hypogaea L.), la soia (Glycine max (L.) Merr.), la lenticchia (Lens culinaris), la cicerchia (Lathyrus sativus) e alberi come la mimosa (Acacia), l'albero di giuda (Cercis siliquastrum), la robinia o acacia (Robinia pseudoacacia), il carrubo (Ceratonia siliqua), il tamarindo (Tamarindus indica), la grenadilla (Dalbergia melanoxylon), il maggiociondolo (Laburnum anagyroides).

## Descrizione
La famiglia comprende piante erbacee, arbustive o arboree.
Quasi tutte le specie della famiglia hanno foglie composte, pennate o palmate.
Il cosiddetto "fiore papilionaceo", formato da un petalo più grande, chiamato vessillo e altri due petali che contengono l'ovario (le carene) e le ali, è un carattere tipico delle specie della sottofamiglia Faboideae, non condiviso con le altre sottofamiglie (vedi sotto).
La caratteristica comune a tutte le specie della famiglia è la presenza del legume o baccello: si tratta del frutto della pianta, formato da un carpello che racchiude i semi. Alcune volte presenta strozzature che lo suddividono in camere: in questo caso il legume è detto lomento (per es. il frutto dell'arachide). Giunto a maturità il baccello si apre in corrispondenza delle due suture, dorsale e ventrale, rilasciando i semi.
Altra caratteristica comune a molte delle leguminose è la presenza sulle radici di un batterio, Rhizobium leguminosarum, che grazie a un complesso enzimatico noto come "nitrogenasi", è in grado di fissare l'azoto atmosferico (N2), convertendolo in ammoniaca (NH3); la presenza di questo microrganismo procariote è per questa ragione fondamentale per la sostenibilità degli agro-ecosistemi. Tale proprietà è infatti utilizzata in agricoltura per effettuare la rotazione delle colture erbacee concimando così il terreno (pratica del sovescio).

## Distribuzione e habitat
Le Fabacee hanno una ampia distribuzione cosmopolita estesa a tutti i continenti fino alle terre più isolate, come la Groenlandia e le isole del Pacifico, con capacità di adattamento agli habitat più disparati.

## Tassonomia
La famiglia comprende quasi 800 generi con oltre 18 000 specie
In passato veniva suddivisa in tre sottofamiglie Faboideae (= Papilionoideae), Mimosoideae e Caesalpinioideae.
Quest'ultima famiglia ha dimostrato di essere un raggruppamento parafiletico mentre il raggruppamento delle Mimosoideae risulta profondamente annidato in quello delle Caesalpinioideae. Nel 2017 il Legume Phylogeny Working Group (LPWG)  ha proposto una revisione della classificazione che ha portato al riconoscimento di sei sottofamiglie: il vecchio raggruppamento delle Mimosoideae è stato incluso nelle Caesalpinioideae, all'interno delle quali è attualmente definito come "clade mimosoide"; le tribù Cercideae e Detarieae e la sottotribù Dialiinae sono state elevate al rango di sottofamiglie; l'enigmatico genere Duparquetia è stato segregato in una sottofamiglia a sé stante.
Pertanto la suddivisione attualmente accettata è la seguente:

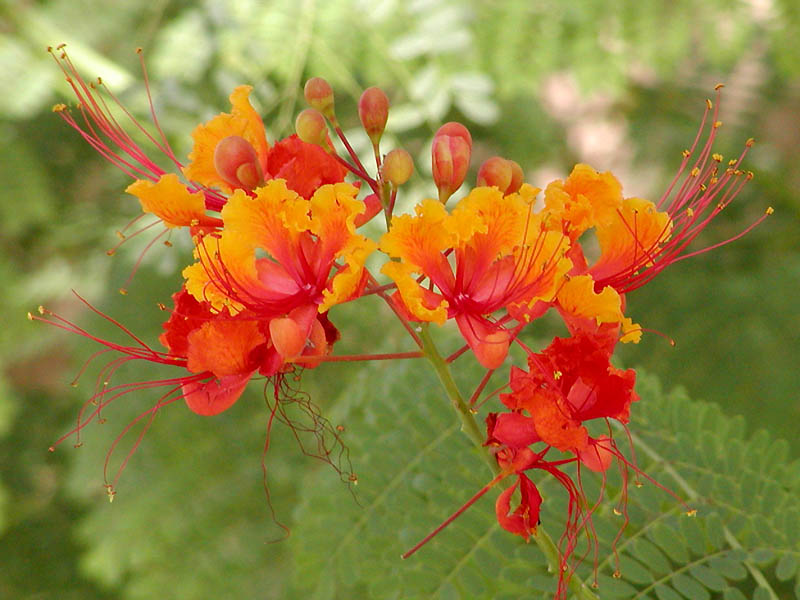
Fiori di cesalpinioidea.

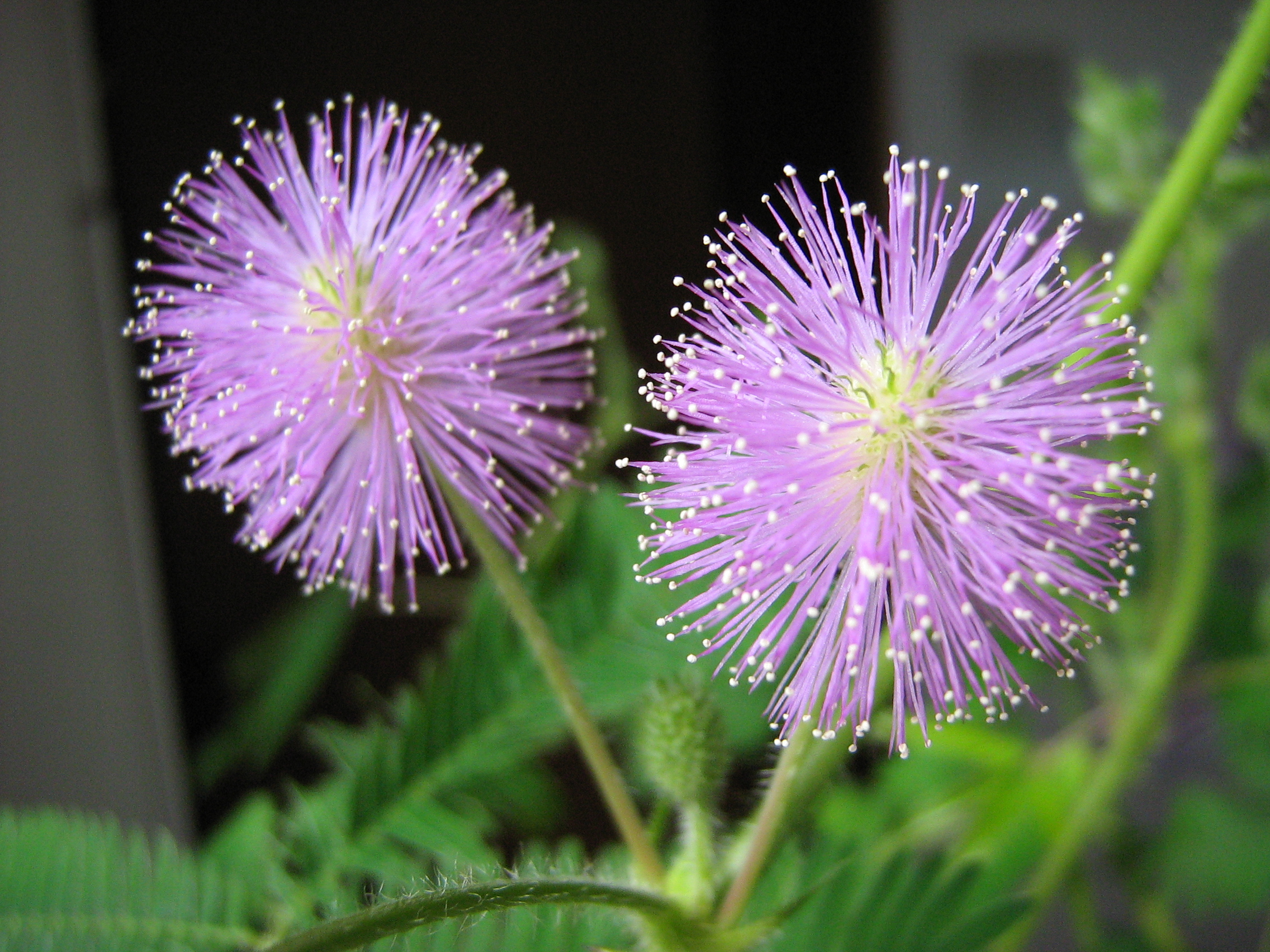
Fiori di mimosoidea.

- Sottofamiglia Caesalpinioideae DC. (148 generi, ca. 4 400 specie - include i generi del "clade mimosoide")
La sottofamiglia comprende specie arbustive e arboree, più raramente erbacee, in maggioranza diffuse nella zona tropicale o subtropicale. Il fiore della maggior parte delle specie è zigomorfo ma non è papilionaceo; possiede cinque petali non differenziati, con stami visibili esternamente; le specie del "clade mimosoide" invece hanno fiori actinomorfi riuniti in infiorescenze dense, generalmente a spiga, somiglianti a un pon-pon; gli stami costituiscono la parte più attrattiva del fiore, mentre i petali sono poco appariscenti.
Appartengono a questa sottofamiglia specie di interesse economico come il carrubo (Ceratonia siliqua) e il tamarindo (Tamarindus indica) e specie ornamentali come l'albero di Giuda (Cercis siliquastrum), l'albero di fuoco (Delonix regia); tra i generi più noti ci sono inoltre Acacia e Mimosa. I fiori non sono papilionati (solo il petalo mediano più interno può risultare raramente papilionato), sia bilateralmente che radialmente simmetrici, petalo mediano più interno, o petali valvati (nel clade mimosoide delle Caesalpinioideae); sepali liberi o fusi; semi privi di valvola ilare complessa, con o senza pleurogramma; radichetta embrionale solitamente diritta; foglie bipennate; semi comunemente con un pleurogramma aperto o chiuso su ciascun lato.

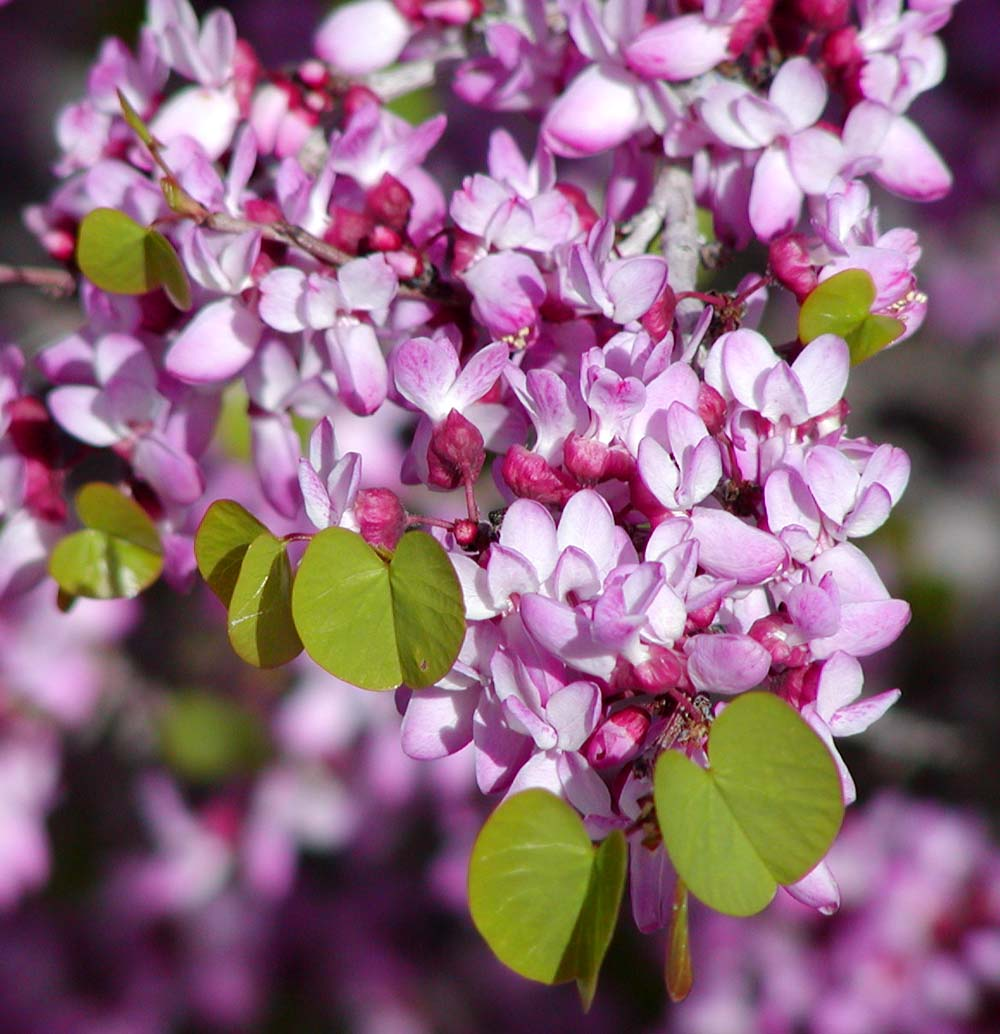
Fiori di cercidoidea

- Sottofamiglia Cercidoideae Legume Phylogeny Working Group (12 generi, ca. 335 specie)
Comprende alberi, arbusti e piante rampicanti, con distribuzione cosmopolita.
La maggior parte delle specie hanno foglie unifoliolate e bilobate; in alcune specie (Brenierea) i rami possono essere modificati in cladodi appiattiti; alcune specie (Bauhinia) hanno nettàri extra-floreali nel contesto delle stipole. L'infiorescenza racemosa è composta da fiori bisessuali o raramente unisessuali, zigomorfi, talvolta papilionati (Cercis), che usualmente presentano 10 stami disposti in due spirali di lunghezza alternata. Altra caratteristica di questo raggruppamento è la presenza sui semi di un insolito ilo apicale a forma di mezzaluna.

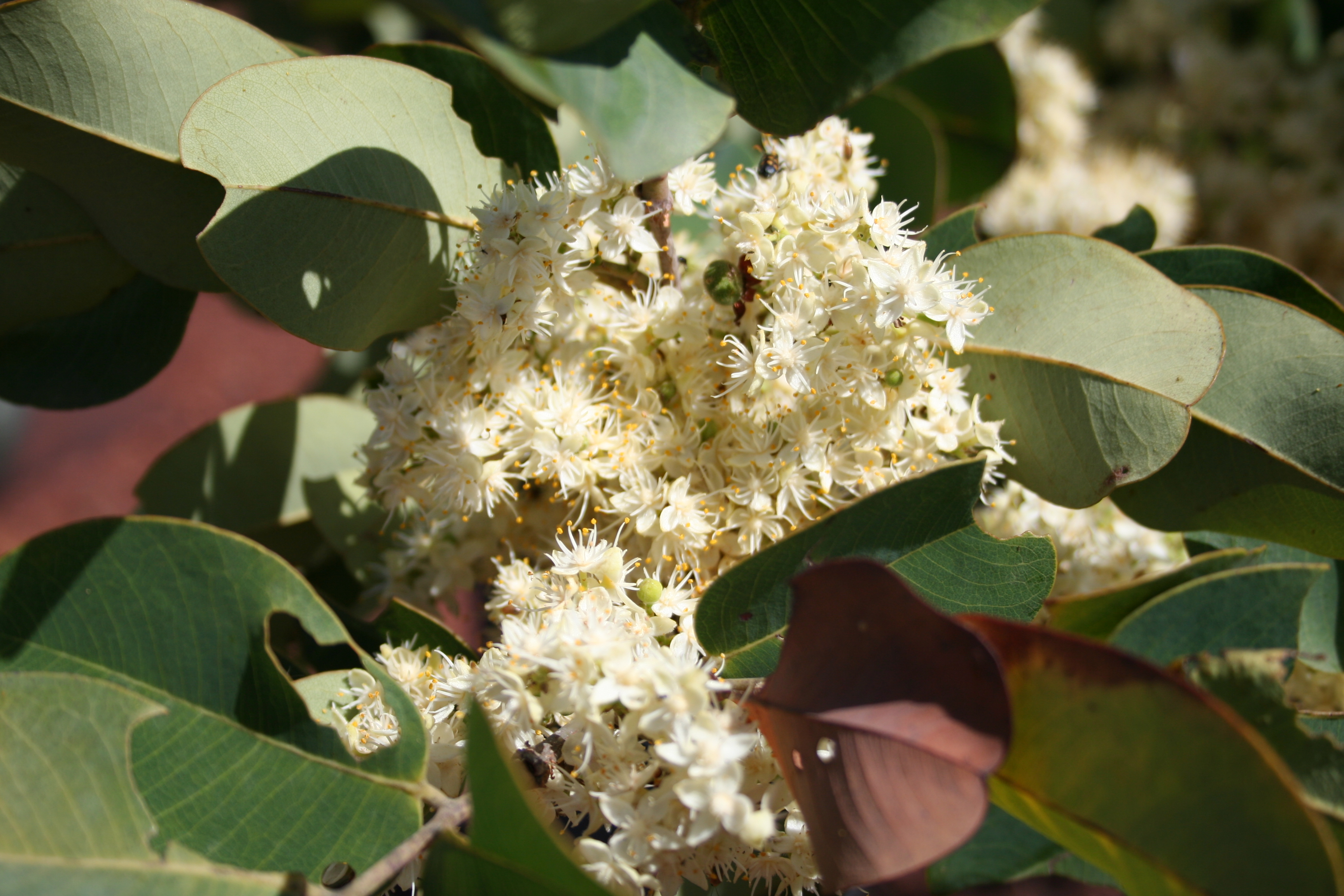
Fiori di detarioidea

- Sottofamiglia Detarioideae Burmeist. (84 generi, ca. 760 specie)
Comprende in prevalenza alberi di taglia medio-alta ma anche alcuni arbusti, a distribuzione pantropicale.
Le foglie sono in genere paripinnate; spesso sulla pagina inferiore delle foglioline o sul rachide foliare sono presenti nettàri extrafiorali. I fiori sono di forma variabile (ma mai papilionati); usualmente presentano 10 stami. I frutti sono perlopiù dei baccelli deiscenti, ma talora possono essere indeiscenti con aspetto samaroide.
Appartengono a questa sottofamiglia numerose specie di importanza economica come fonte di resine (p.es. Copaifera, Hymenaea), nonché il tamarindo (Tamarindus indica) usato nell'alimentazione umana.
- Sottofamiglia Dialioideae Legume Phylogeny Working Group (17 generi, ca. 85 specie)
La sottofamiglia comprende alberi e arbusti con distribuzione pantropicale.
Le varie specie presentano fiori molto diversificati, con differenti piani di simmetria e un numero altamente variabile di organi fiorali; in molte specie sono raggruppati in infiorescenze di tipo tirsoide, alquanto inusuali tra le Fabacee, che presentano per lo più infiorescenze racemose. Il frutto è spesso indeiscente, drupaceo o samaroide.
- Sottofamiglia Duparquetioideae Legume Phylogeny Working Group (1 genere, 1 specie)
La sottofamiglia comprende un'unica specie, Duparquetia orchidacea, distribuita nelle foreste tropicali umide dell'Africa occidentale e centrale.
Si tratta di una pianta rampicante, priva di spine, il cui fiore è caratterizzato da quattro sepali e cinque petali, sul margine dei quali sono presenti strutture ghiandolari, e quattro stami con le antere fuse a formare una struttura a forma di scudo, che ricopre il singolo carpello, situato al centro del fiore.

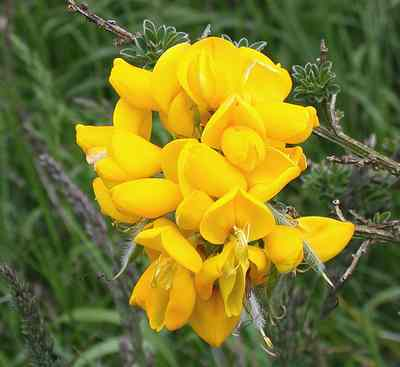
Fiori di faboidea.

- Sottofamiglia Faboideae Rudd. (sin. Papilionoideae DC.) (503 generi, ca. 14 000 specie)
È la più grande delle sei sottofamiglie e comprende circa i due terzi delle specie della famiglia, con distribuzione cosmopolita.
Si tratta in maggioranza di specie erbacee, ma esistono anche specie arboree (p.es. Laburnum spp. e Ulex spp).
Il fiore delle Faboideae ha la caratteristica forma "papilionacea": è zigomorfo ed ha una corolla costituita da un grande petalo situato superiormente e diretto in alto detto vessillo, da due petali laterali che somigliano alle due ali di una farfalla e sono detti appunto ali e da due petali inferiori saldati insieme in basso a formare la carena.
A questa famiglia appartengono specie di interesse economico come la fava (Vicia faba), la soia (Glycine max), il pisello (Pisum sativum), il cece (Cicer arietinum), il fagiolo (Phaseolus vulgaris), la lenticchia (Lens culinaris) e l'arachide (Arachis hypogaea).

### Generi presenti in Italia

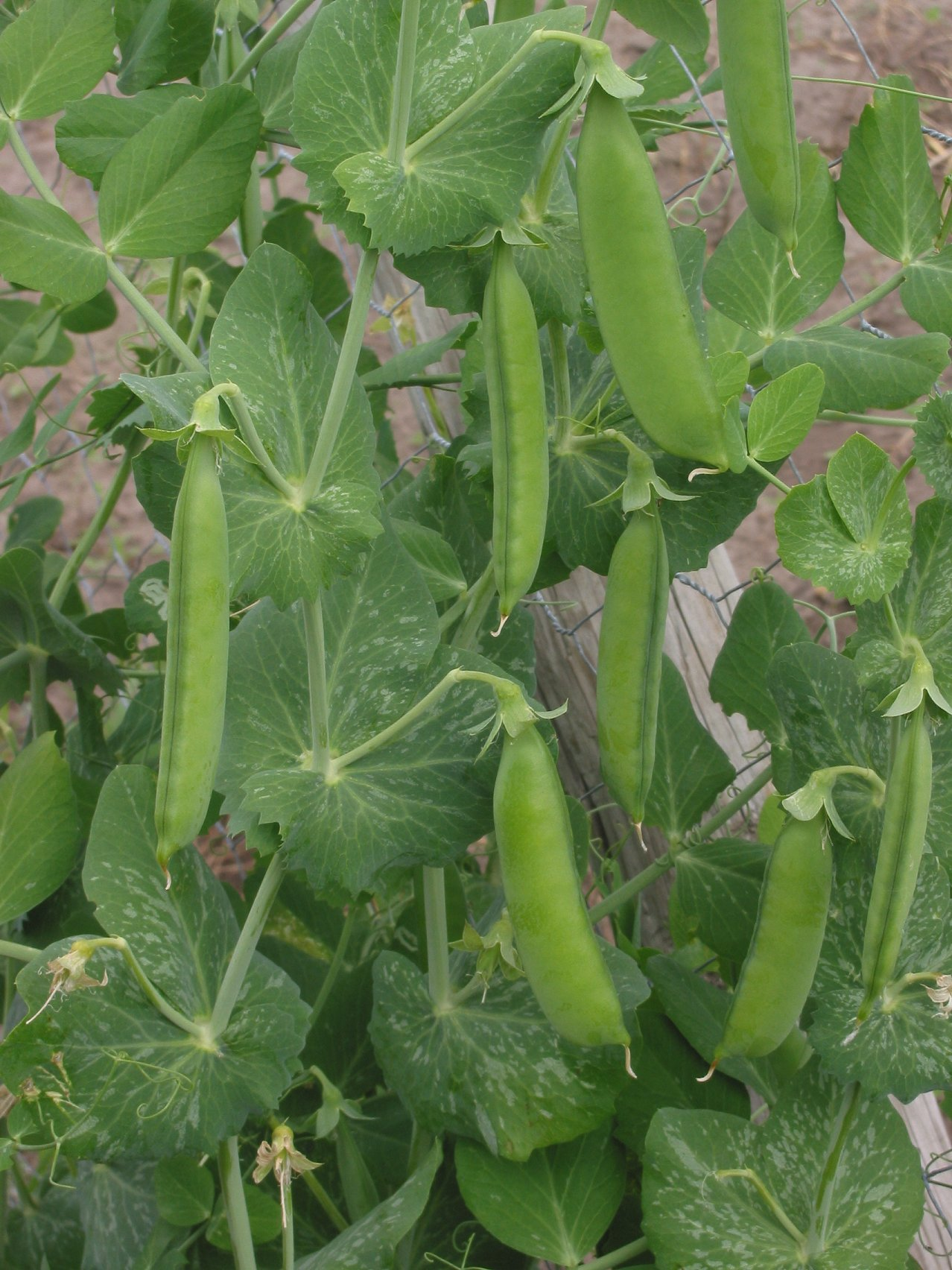
Baccelli di Pisum sativum L.

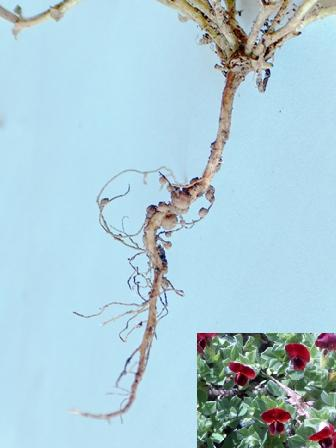
Preparato della radice di Tetragonolobus purpureus, notare i tubercoli radicali che ospitano i rizobi. Nel riquadro, fioritura.

In Italia sono rappresentati a vario titolo (flora indigena, specie naturalizzate, colture agricole, piante ornamentali) i seguenti generi:
- Acacia (mimosa, ornamentale e naturalizzata)
- Adenocarpus (spontaneo)
- Albizia (gaggia, ornamentale e naturalizzata)
- Amorpha (amorfa, ornamentale e naturalizzata)
- Anagyris (legno di puzzo, spontaneo)
- Anthyllis (vulneraria e barba di Giove, spontanea)
- Apios (naturalizzato)
- Arachis (arachide, coltivata)
- Argyrolobium (spontaneo)
- Astragalus (astragalo, spontaneo)
- Biserrula (spontanea)
- Bituminaria (spontanea)
- Calicotome (spontanea)
- Ceratonia (carrubo, spontaneo e coltivato)
- Cercis (albero di Giuda o siliquastro, spontaneo e ornamentale)
- Cicer (cece, coltivato)
- Colutea (vescicaria, spontanea)
- Coronilla (sin. Emerus) (cornetta, spontanea)
- Cullen (sin. Psoralea) (naturalizzata)
- Cytisophyllum (spontaneo)
- Cytisus (citiso, spontaneo)
- Dorycnopsis (spontanea)
- Galega (capraggine, spontanea)
- Genista (ginestra, ginestra alata, spontanee)
- Gleditsia (spino di Giuda, naturalizzato)
- Glycine (soia, coltivata)
- Glycyrrhiza (liquirizia, spontanea e coltivata)
- Hedysarum (sulla, spontanea)
- Hippocrepis (sferracavallo, spontaneo)
- Hymenocarpus (comicina, spontanea)
- Laburnum (maggiociondolo, spontaneo e ornamentale)
- Lathyrus (cicerchia, spontanea e coltivata)
- Lembotropis (spontaneo)
- Lens (lenticchia, coltivata)
- Lotus (ginestrino, spontaneo)
- Lupinus (lupino, spontaneo, ornamentale e coltivato)
- Medicago (erba medica, spontanea e coltivata)
- Melilotus (spontaneo)
- Mimosa (mimosa, coltivata)
- Onobrychis (lupinella, spontanea)
- Ononis (arrestabue, spontanea)
- Ornithopus (uccellina, spontanea)
- Oxytropis (spontanea)
- Parkinsonia (ornamentale)
- Phaseolus (fagiolo, coltivato)
- Pisum (pisello, coltivato)
- Retama (ginestra bianca, indigena e naturalizzata)
- Robinia (robinia o acacia, ornamentale e naturalizzata)
- Scorpiurus (erba lombrica, spontanea)
- Sophora (sin. Styphnolobium) (sofora, ornamentale e naturalizzata)
- Spartium (ginestra comune, spontanea)
- Teline (spontanea)
- Tetragonolobus (ginestrino, spontaneo)
- Trifolium (trifoglio, spontaneo e coltivato)
- Trigonella (fieno greco, spontaneo e coltivato)
- Ulex (ginestrone, spontaneo)
- Vicia (veccia, spontanea)
- Vigna (fagiolo indiano, coltivata)
- Wisteria (glicine, ornamentale)

## Usi in cucina
Questi vegetali vengono consumati sia freschi che cotti e contengono molta acqua e proteine. In particolare, i semi delle Fabaceae sono noti in gastronomia come legumi.